# Paspalum affine
Paspalum affine är ett gräs som beskrevs 1853 av Ernst Gottlieb von Steudel. Arten ingår i släktet tvillinghirser och familjen gräs. Gräset förekommer i Mellan- och norra Sydamerika, främst känd ifrån Mexiko. Inga underarter finns listade i Catalogue of Life.